# Bobby Burgess
Bobby Burgess (* 4. Oktober 1929 in Centralia (Illinois) als Robert Dean Burgess; † 9. Juni 1997 in Denton (Texas)) war ein US-amerikanischer Jazzmusiker (Posaune, Arrangements) und Bigband-Leiter.

## Leben und Wirken
Bereits im Kindesalter hatte Burgess Posaunenunterricht bei namhaften Lehrern; er gewann viele Wettbewerbe, bevor er mit 13 Jahren professionell zu spielen begann, noch vor dem College-Abschluss. Er arbeitete 1947 bei Sam Donahue, bevor er an der North Texas State University mit dem Bachelor abschloss. 1949 ging er mit Louis Jordan auf Tournee und arbeitete in den nächsten Jahren bei Stan Kenton, Maynard Ferguson, Charlie Barnet, Woody Herman und Shorty Rogers. Daneben kam es zu Aufnahmen mit Chet Baker, Herbie Fields, Frank Sinatra und Mel Tormé. 
Burgess spielte weiterhin mit Sarah Vaughan, Billy Eckstine, Ella Fitzgerald, Terry Gibbs, aber auch in Fernseh- und Broadway-Shows, bevor er 1972 nach Deutschland zog. Dort arbeitete er bei Erwin Lehn (bis 1978, ab 1981) und Paul Kuhn/SFB Big Band (1978 bis 1981), nahm aber auch mit Keith Jarrett, Joe Haider, Francy Boland, Peter Herbolzheimer und Dusko Goykovich auf. 1987 spielte er mit der „Satchmo Legacy“ von Freddie Hubbard. 1985 gründete er mit süddeutschen Musikern seine „Big Band Explosion“, die auch mit Don Menza oder Claudio Roditi auftrat. Klaus Graf und Steffen Schorn führten das Orchester weiter, nachdem Burgess einen Ruf als Hochschullehrer an der University of North Texas annahm.